# Enganyapastors gris
L'enganyapastors gris (Caprimulgus jotaka) és una espècie d'ocell de la família dels caprimúlgids (Caprimulgidae) que habita boscos oberts i de pins i terres de conreu ades de l'Himàlaia cap a l'est fins al sud-est asiàtic.